# Университетский квартал (Аугсбург)
Университетский квартал является 32-м округом Аугсбурга и называется зоной планирования XVII. Он расположен к югу от центра города и насчитывает около 11 000 жителей. Доля иностранцев составляет 13,1% и, следовательно, ниже среднего показателя по городу (доля 16,7%). Важнейшим учреждением округа является одноименный Аугсбургский университет, расположенный здесь с 1974 года. Старый аэродром ранее занимал обширную территорию. Именно поэтому многие улицы района носят имена известных лётчиков и пионеров авиации.

## История
Сегодняшний университетский район является одним из молодых районов Аугсбурга и первоначально использовался как заводской аэродром. В 1916 году на территории Bayerische Rumpler-Werke AG, дочерней компании берлинской компании Rumpler Flugzeugwerke GmbH, были построены три производственных цеха и аэродром. После Первой мировой войны на этом месте осуществлялось гражданское воздушное сообщение. Компания Rumpler Luftverkehr перевозила пассажиров и почтовые сумки туда и обратно по внутреннему маршруту Германии: Аугсбург-Мюнхен-Фюрт/Нюрнберг-Лейпциг-Берлин. Bayerische Flugzeugwerke AG (BFW), основана в 1923 году, с 1938 года: Messerschmitt AG) приобрела залы бывшего завода Румплера в конце июля 1926 года. В эпоху нацизма территория вокруг аэродрома была важным местом хранения вооружений, поэтому во время войны происходили крупномасштабные бомбардировки территории.
Старый аэродром был заводским аэродромом BFW и Messerschmitt AG до конца Второй мировой войны, а затем использовался вооруженными силами США. С 1955 по 1968 год аэродром служил региональным аэропортом гражданской авиации. В 1968 году аэропорт был закрыт и планировался новый городской район. Недавно проложенным улицам были присвоены имена известных пионеров авиации (таких как Луи Блерио и Саломон Идлер ) или бывших производственных предприятий (таких как Rumpler Works ) и, таким образом, они должны были напоминать о прошлом . Помимо названий улиц, больше нет никаких указаний на первоначальное использование этого района, за исключением небольших взлетно-посадочных полос.

## Университет

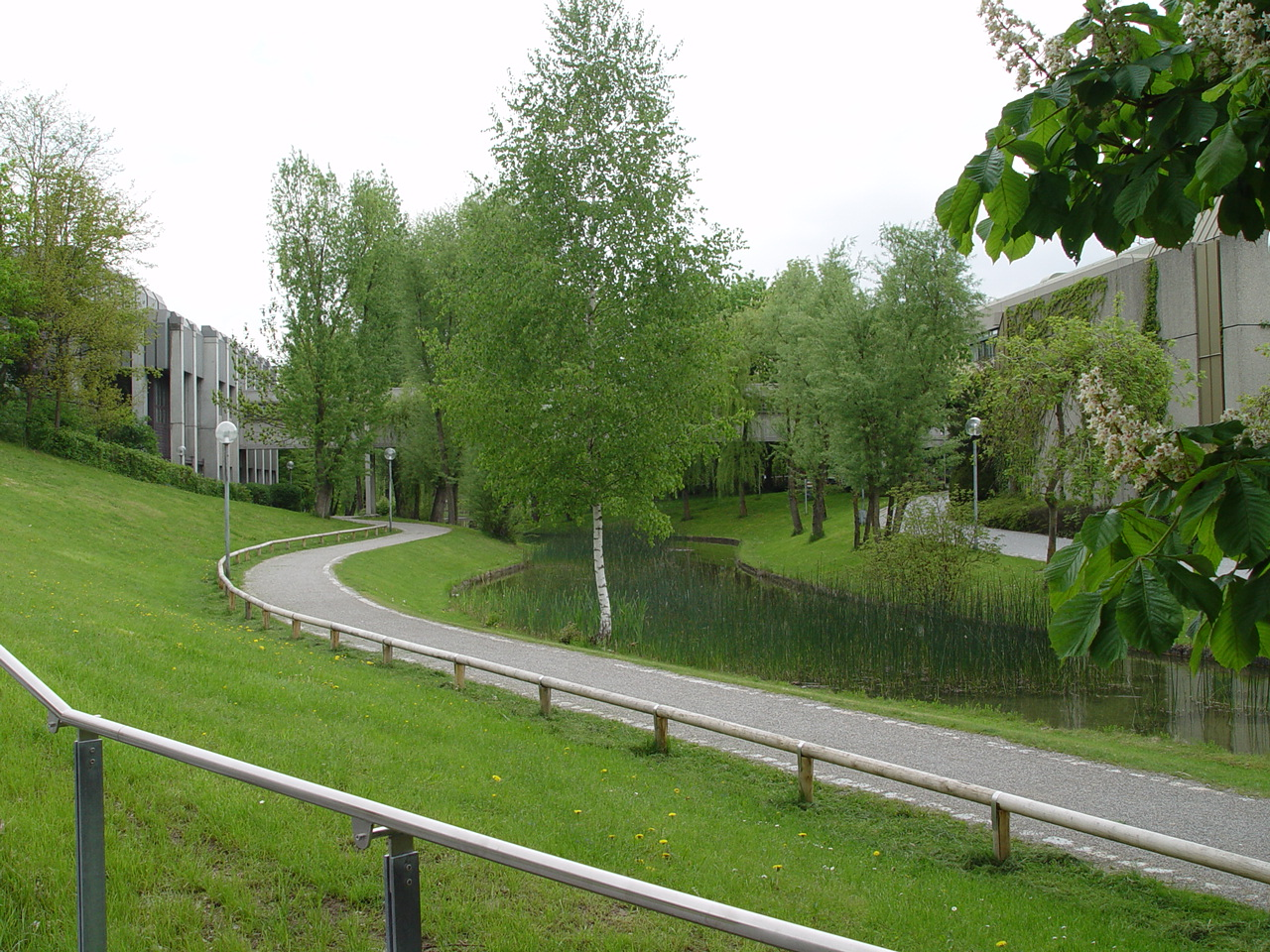
Кампус Аугсбургского университета

Смотрите основную статью: Аугсбургский университет
Аугсбургский университет был основан в 1970 году и возник на базе Философско-теологического колледжа аугсбургских епископов, существовавшего в Диллингене между 1551 и 1802 годами, и Педагогического колледжа Мюнхенского университета Людвига-Максимилиана. Университетский кампус первоначально располагался в Леххаузене или в Хохфельде на Меммингерштрассе. С 1974 года на юге города на месте старого аэродрома был построен обширный кампус, который и по сей день разросся в отдельный район. Сейчас лишь небольшая часть университета расположена в здании бывшего педагогического института в Леххаузене. Это  единственный (за исключением Бременского) немецкий университет, который имеет собственную остановку, а его территорию  пересекает трамвай.

## WWK Арена
Стадион, запланированный под названием проекта «Аугсбург Арена», будет называться «Арена WWK» в честь нынешнего спонсора. Строительство велось с ноября 2007 года по июль 2009 года на южной окраине университетского округа. Домашний стадион ФК Аугсбург был официально открыт 26 июля 2009 года.

## Церкви
- Католическая церковь "У Доброго пастыря"
- Евангелическая церковь «Стефан»
- Собор Святой Софии в доме Эдит Штайн, Сообщество католического университета
- Баптистская церковь

## Благоустройство

### Государственное управление окружающей среды
Штаб-квартира Государственного управления окружающей среды с сентября 1999 года находится в новом здании в университетском районе. Здание и открытые территории были спроектированы в соответствии с последними экологическими исследованиями, но фактический проект вызывает споры.

### Институт Буковины
расположен недалеко от Нового кампуса университета. Короткое расстояние призвано облегчить обмен и общение с учёными и студентами университета.
Смотрите основную статью: Институт Буковины